# 尤里·秋瓊尼克
尤里·约西波维奇·秋瓊尼克（羅馬化：Yurii Iosypovych Tiutiunnyk; 1891年4月20日—1930年10月20日）是蘇烏戰爭期间的乌克兰人民共和国乌克兰人民军将领。

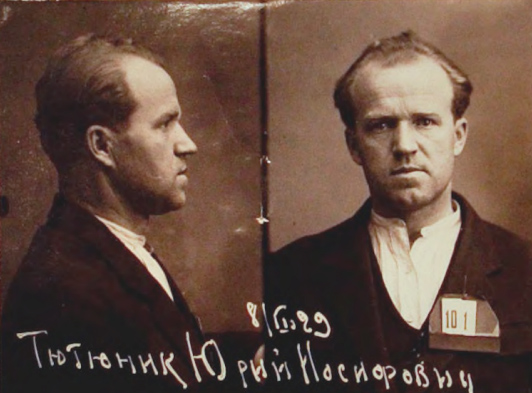
秋瓊尼克在被OGPU逮捕后拍摄的照片（相片中被寫上其完整俄语名，但姓氏拼少了一個「н」）

## 早年经历
尤里·秋瓊尼克于1891年4月20日出生于基辅以南的布迪謝村一个农民家庭。

## 第一次世界大战
秋瓊尼克于1913年被征入俄罗斯帝国陆军，最初在海參崴的西伯利亚第6营服役。随着第一次世界大战的爆发，他于1914年成为士官，并于当年10月在波兰的罗兹战役中负伤。为了康复，秋瓊尼克被转移到克雷門丘克的一个预备团。康复后，他回到了当时在納拉奇湖附近作战的第6营（位于今白俄罗斯）。
后来，秋瓊尼克被团指挥部任命为西伯利亚第6营的指挥官，但由于他对军事战略的兴趣，军队建议他进行正规的军事学习。秋瓊尼克成功参加了基辅第一文理中学的入学考试，但很快他就被送到了高加索地區，并在那里完成了哥里（今属格鲁吉亚）的一所军事学校的学业。完成学业后，他再次被任命为第6营的指挥官，该营在战争期间仍在积极作战。秋瓊尼克第二次受伤，并在休养后被送往辛菲罗波尔，在那里他加入了第32辅助营。

## 革命
随着俄國二月革命的到来，秋瓊尼克的军事智慧引起了当时在克里米亚的亚历山大·克伦斯基的注意。克伦斯基向秋瓊尼克提供了敖德萨军区司令部的指挥权，但秋瓊尼克对临时政府的未来没有太大信心，拒绝了这个职位。 1917年春，他参与了盖特曼多罗申科的辛菲罗波尔第一团的创建。
秋瓊尼克作为第二届全乌克兰军事代表大会（该会议未经批准）的军事代表前往基辅。他成为中央拉达的非党派成员，以及基辅革命委员会主席。秋秋尼克被正式转到了叶卡捷琳诺斯拉夫的第228预备团。

## 乌克兰-苏维埃战争
1917年秋，秋瓊尼克在兹韦尼霍罗德卡组织了一支自由哥薩克部队，并成为其领导人。